# St. Georg (Unterschöneberg)

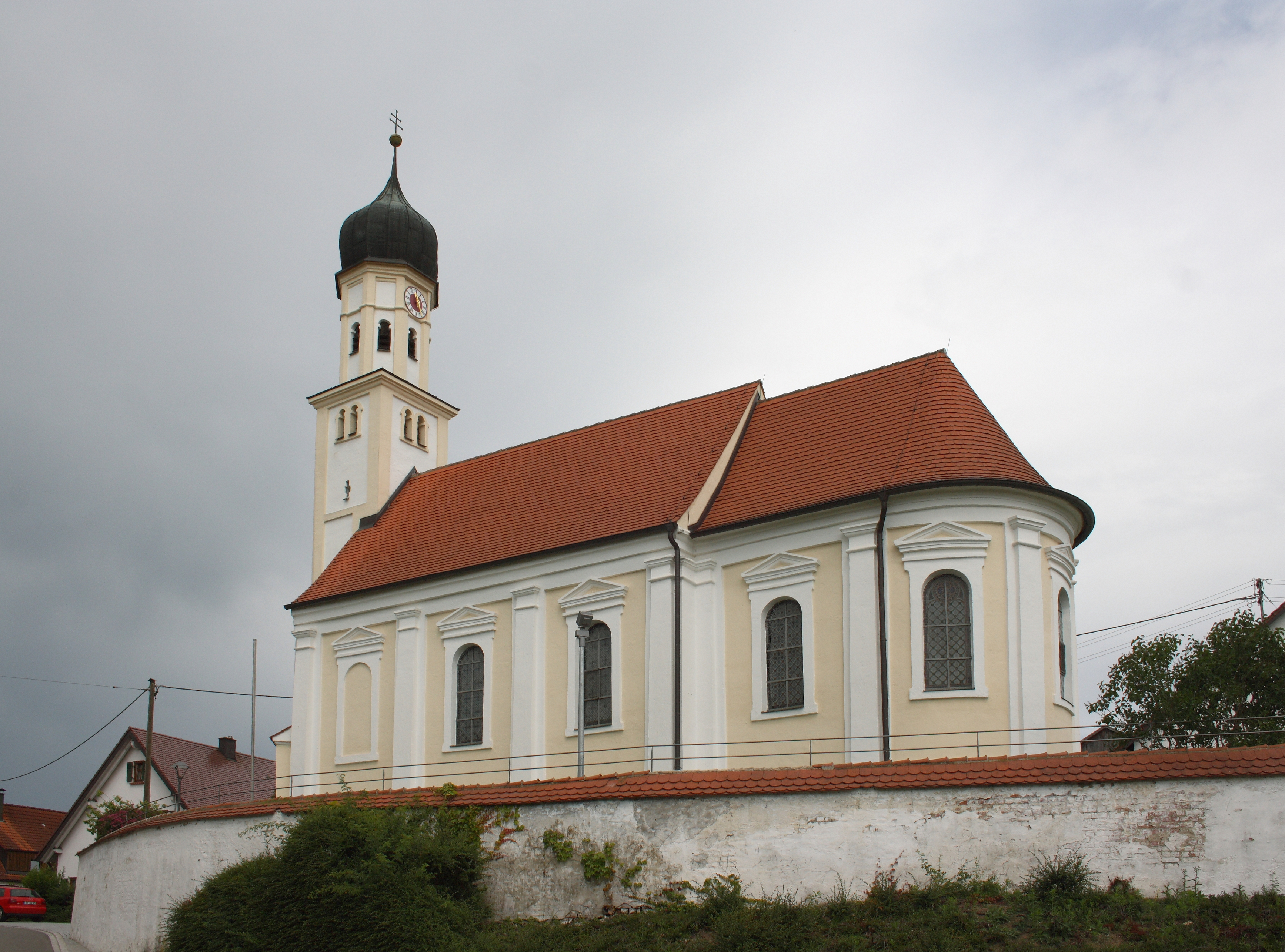
Kirche St. Georg in Unterschöneberg

St. Georg ist eine katholische Filialkirche  in Unterschöneberg, einem Gemeindeteil von Altenmünster im schwäbischen Landkreis Augsburg in Bayern. Die Kirche wurde um 1620 errichtet. Sie ist als Baudenkmal geschützt.

## Geschichte
Die dem heiligen Georg geweihte Kirche ist ein frühbarocker Bau, der vermutlich von Georg oder David Hebel stammt. Das um 1620 entstandene Bauwerk wurde ab 1978 umfassend innen und außen renoviert.

## Architektur
Die Außengliederung der Kirche erfolgt durch toskanische Pilaster und Rundbogenfenster in flacher Rahmung. Der quadratische Westturm wird von einem oktogonalen Aufbau mit Zwiebelhaube bekrönt. Der flach gedeckte Saalbau besitzt einen leicht eingezogenen Chor mit Stichkappentonne.

## Ausstattung

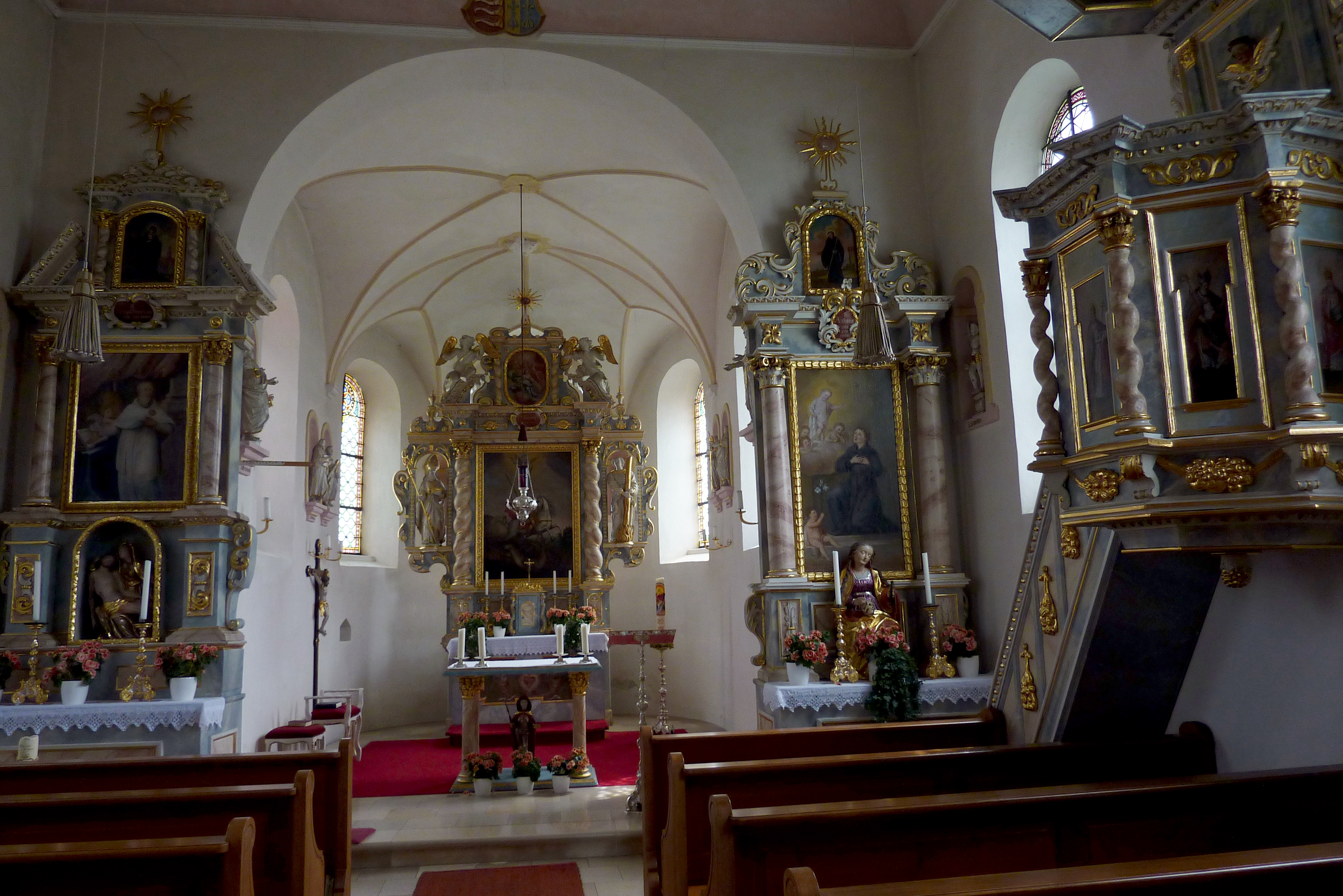
Innenraum

Die Fresken aus dem Jahr 1829 sind von Pankraz Kober. Über dem Chorbogen ist das Fuggerwappen und im Langhaus der hl. Georg dargestellt. Der mit 1684 bezeichnete Hochaltar besitzt Figuren des heiligen Ulrich und der heiligen Afra.